# アーリー・サザンオールスターズ
『アーリー・サザンオールスターズ』（EARLY SOUTHERN ALL STARS）は、サザンオールスターズの企画盤アルバム（ベスト・アルバム）。1980年12月5日発売。発売元はInvitation。
カセットテープのみでの発売のため、現在は廃盤作品となる。

## 背景
他の企画盤（現行のベスト・アルバムは除く）と比べ、収録曲や収録時間が多く、本作発売までの全シングル・アルバムから満遍なく選曲されている。収録曲はデビューから最新シングル「シャ・ラ・ラ／ごめんねチャーリー」までの曲が対象である。
オリコンでは『アーリー』と表記されているが、公式サイトおよびジャケット表紙の作品表記では「サザンオールスターズ」も入ったタイトルが正しい。

## 収録曲
- 収録曲は各作品で説明しているため、ここでは説明を省略する。
- タイトル表記は基本的にオリジナル収録時のものに従った。

### SIDE-A
- オリジナルアルバムから選曲されているため、アルバムバージョンが存在するシングル収録曲は全てアルバムバージョン。

1. 勝手にシンドバッド
(作詞・作曲:桑田佳祐　編曲:斉藤ノブ & サザンオールスターズ　管編曲:Horn Spectrum)
2. 別れ話は最後に
(作詞・作曲:桑田佳祐　編曲:サザンオールスターズ　管編曲:Horn Spectrum)
3. 恋はお熱く
(作詞・作曲:桑田佳祐　編曲:サザンオールスターズ　管編曲:Horn Spectrum)
4. 思い過ごしも恋のうち
(作詞・作曲:桑田佳祐　編曲:サザンオールスターズ　弦編曲:新田一郎)
5. Let It Boogie
(作詞・作曲:桑田佳祐　編曲:サザンオールスターズ　弦管編曲:兼崎ドンペイ)
6. いとしのエリー
(作詞・作曲:桑田佳祐　編曲:サザンオールスターズ　弦編曲:新田一郎)
7. 私はピアノ
(作詞・作曲:桑田佳祐　編曲:サザンオールスターズ　弦管編曲:新田一郎)
8. 涙のアベニュー
(作詞・作曲:桑田佳祐　編曲:サザンオールスターズ　弦管編曲:新田一郎)
9. 恋するマンスリー・デイ
(作詞・作曲:桑田佳祐　編曲:サザンオールスターズ)
10. C調言葉に御用心
(作詞・作曲:桑田佳祐　編曲:サザンオールスターズ　弦編曲:八木正生)

### SIDE-B
- ※印は本作およびシングルのみに収録。

1. ごめんねチャーリー
(作詞・作曲:桑田佳祐　編曲:サザンオールスターズ　弦編曲:八木正生)
2. I AM A PANTY (Yes, I am)
(作詞・作曲:桑田佳祐　編曲:サザンオールスターズ　管編曲:新田一郎)
3. 青い空の心 (No me? More no!)
(作詞・作曲:桑田佳祐　編曲:サザンオールスターズ)
4. ジャズマン (JAZZ MAN)
(作詞・作曲:桑田佳祐　編曲:サザンオールスターズ　弦管編曲:八木正生)
5. ひょうたんからこま
(作詞・作曲:関口和之　編曲:サザンオールスターズ　弦管編曲:八木正生)
6. いなせなロコモーション
(作詞・作曲:桑田佳祐　編曲:サザンオールスターズ)
7. LOVE SICK CHICKEN
(作詞:大森隆志 & フジミ・ミドリ　作曲:大森隆志　編曲:サザンオールスターズ)
8. わすれじのレイド・バック
(作詞・作曲:桑田佳祐　編曲:サザンオールスターズ)
9. FIVE ROCK SHOW ※
(作詞・作曲:桑田佳祐　編曲:サザンオールスターズ)
10. シャ・ラ・ラ
(作詞・作曲:桑田佳祐　編曲:サザンオールスターズ　弦管編曲:八木正生)